# Premee Mohamed
Premee Mohamed (Alberta, Canadà, 1981) és una científica indocaribenya i autora de ficció especulativa resident a Edmonton, Alberta. També treballa com a gestora de xarxes socials i editora associada d'Escape Pod.
Mohamed es va llicenciar en genètica molecular l'any 2002, i també és llicenciada en ciències ambientals.
L'any 2023 va ser convidada d'honor a la V Convenció de la Societat Catalana de Ciència-Ficció i Fantasia.

## Obres
Mohamed inicialment va escriure per ella mateixa. Beath the Rising va ser la seva desena o onzena novel·la, i va ser escrita entre el 2000 i el 2002, però no la va presentar per a la seva publicació fins al 2016, després d'escriure un conte que va ser acceptat per a una antologia el 2015. Des de llavors, els contes de Mohamed han aparegut en moltes revistes i antologies. El seu conte Willing va ser nominada el 2017 al Premi Pushcart. The Annual Migration of Clouds va guanyar el premi Aurora 2022 a la millor novel·la o novel·la breu.
També va ser finalista del Georges Bugnet Award for Fiction i del Robert Kroetsch City of Edmonton Book Pie.

### Novel·les
Trilogia Beneath the Rising:
- Beneath the Rising (2020): finalista del premi Crawford, dels Aurora Awards, del British Fantasy Award i del Locus Award[3]
- A Broken Darkness (2021)
- The Void Ascendant (2022)[4]

### Novel·les breus
- "These Lifeless Things" (2021)
- 'And What Can We Offer You Tonight' (2021), guanyadora del premi Nebula a la millor novel·la[9] i del premi World Fantasy Award[10]
- "The Annual Migration of Clouds" (2021)

### Reculls de contes
- No One Will Come Back for Us and Other Stories (pròximament, 2023)

### Obres traduïdes al català
- Mentides sobre la mort. Traducció d'Anna Llisterri. Editorial Chronos, 2023.